# Alekseï Zozulin
Alekseï Zozulin (en russe : Алексей Сергеевич Зозулин ; en français : Alekseï Sergueïevitch Zozouline), né le 14 janvier 1983, à Alma-Ata, dans la République socialiste soviétique kazakhe (Union soviétique), est un joueur russe de basket-ball. Il évolue au poste d'ailier.

## Palmarès
- Champion de Russie 2013
- VTB United League 2013, 2014, 2015
- Coupe de Russie 2003, 2011
- FIBA Europe League 2003-2004